# Dukat, Gadžin Han
Dukat (izvirno srbsko Дукат) je naselje v Srbiji, ki upravno spada pod Občino Gadžin Han; slednja pa je del Niškega upravnega okraja.

## Demografija
V naselju živi 242 polnoletnih prebivalcev, pri čemer je njihova povprečna starost 52,6 let (49,7 pri moških in 56,0 pri ženskah). Naselje ima 95 gospodinjstev, pri čemer je povprečno število članov na gospodinjstvo 2,79.
To naselje je skoraj popolnoma srbsko (glede na popis iz leta 2002), a v času zadnjih treh popisov je opazno zmanjšanje števila prebivalcev.
|  |

| Demografija | Demografija     | Demografija     |
| Leto        | Št. prebivalcev | Št. prebivalcev |
| ----------- | --------------- | --------------- |
|             |                 |                 |
|             |                 |                 |
|             |                 |                 |
|             |                 |                 |
| 1948        | 545             |                 |
| 1953        | 574             |                 |
| 1961        | 560             |                 |
| 1971        | 461             |                 |
| 1981        | 394             |                 |
| 1991        | 301             | 301             |
| 2002        | 266             | 265             |
|             |                 |                 |

| Etnična sestava po popisu iz leta 2002 | Etnična sestava po popisu iz leta 2002 | Etnična sestava po popisu iz leta 2002 | Etnična sestava po popisu iz leta 2002 | Etnična sestava po popisu iz leta 2002 |
| -------------------------------------- | -------------------------------------- | -------------------------------------- | -------------------------------------- | -------------------------------------- |
| Srbi                                   | Srbi                                   |                                        | 264                                    | 99,62%                                 |
| Črnogorci                              | Črnogorci                              |                                        | 1                                      | 0,38%                                  |